# Formalismo (musica)
Nella teoria musicale, e in particolare nella branca di studi chiamata estetica della musica, il formalismo è il concetto in base al quale il significato di una composizione musicale è interamente determinato dalla sua forma.

## Teoria estetica
In Emotion and Meaning in Music , Leonard B. Meyer distinse i "formalisti" da quelli che chiamava "espressionisti":
 Meyer definì formalista Eduard Hanslick che, nei suoi ultimi anni, espresse la sua preferenza per la musica di Brahms rispetto a quella di Liszt e Wagner, sulla base dei chiari principi formali (derivanti dalla musica di Beethoven) che osservava nella musica di Brahms in contrapposizione ai tentativi di espressione emotiva e di rappresentazione pittorica (derivanti dalla musica di Berlioz) che riconosceva nella musica di Liszt e Wagner. Meyer applicò il termine anche a Stravinskij, anche se quest'ultimo evitò di applicarlo con lo stesso significato a sé stesso. Nella sua Poétique musicale del 1942 Stravinskij esplora il fenomeno della musica (titolo del capitolo 2) da una prospettiva formalista. 

## Unione Sovietica
I primi formalisti russi a formare un gruppo attivo, all'inizio del periodo sovietico, furono teorici letterari russi.
Il termine formalismo fu adottato dai critici del periodo sovietico per denunciare tutto ciò che non era conforme all'ideologia culturale ufficiale del regime, discostandosi dall'estetica del realismo socialista in letteratura e nell'arte. L'accusa di formalismo raggiunse anche alcuni compositori, in quanto si riteneva che la loro sperimentazione formale valorizzasse contenuti che non includevano l'ideologia rivoluzionaria e che non riflettevano l'esperienza delle classi lavoratrici.
Due famose accuse di formalismo furono rivolte a Šostakovič. Nel gennaio 1936 Il compositore fu denunciato in un articolo della Pravda intitolato Caos invece di musica e relativo a una rappresentazione a Mosca della sua opera Lady Macbeth del Distretto di Mcensk. Nell'articolo la musica fu definita "inquietante, stridente, nevrotica... che fa appello ai gusti perversi della borghesia". Di fronte al suo evidente "peccato di formalismo", Šostakovič ritirò la sua Sinfonia n. 4 prima della prima esecuzione. In un articolo della Večernjaja Moskva del 25 gennaio 1938, presumibilmente scritto dallo stesso compositore, la Sinfonia n. 5, eseguita per la prima volta a Leningrado nel 1937, pochi giorni prima della sua esecuzione a Mosca, fu descritta come "la risposta di un artista sovietico a una critica giustificata".
La seconda accusa venne fatta, nell'ambito della dottrina Ždanov, nella risoluzione del Comitato centrale "Sull'opera La grande amicizia", pubblicata sulla Pravda l'11 febbraio 1948, che citava Šostakovič, Prokof'ev, Chačaturjan, Šebalin, Popov, Mjaskovskij "e altri" come formalisti.
La proscrizione del formalismo non era limitata all'Unione Sovietica. In Polonia, ad esempio, subito dopo la seconda guerra mondiale il regime insistette affinché i compositori adottassero il realismo socialista e coloro che non si adattarono, tra cui Lutosławski e Panufnik, si videro vietare l'esecuzione delle loro composizioni in quanto formaliste. Altri Paesi del blocco orientale subirono restrizioni simili: Kodály si lamentò con Panufnik di problemi simili che i compositori ungheresi dovevano affrontare.

## Storiografia musicale
Il termine formalismo è stato usato anche per designare un approccio alla scrittura della storia della musica (talvolta chiamato approccio delle "Grandi Opere", in analogia con i "Grandi Libri"), nel quale la storia della musica è concepita in termini di relazioni tra opere d'arte, senza prendere in considerazione il contesto culturale.
L'influente libro di Joseph Kerman Contemplating Music invitava a ricontestualizzare le opere musicali e a indagare maggiormente sul loro contesto culturale piuttosto che sul loro successivo status nel canone musicale. Questa posizione è parallela a quella, in altri campi storici, del nuovo storicismo, che considera la vita quotidiana degna di essere studiata quanto i grandi uomini e le grandi guerre. Pur non sostenendo necessariamente un ritorno al formalismo, Lawrence Kramer ha criticato il movimento perché riduce le opere d'arte a manufatti culturali e tende a denigrare sia il "significato" della musica sia il "valore" delle opere eccezionali.